# Německá dělnická strana (Německo)
Německá dělnická strana (německy Deutsche Arbeiterpartei; DAP) byla krátce působící krajně pravicová politická strana založená ve Výmaru v Německu po první světové válce. Existovala pouze od 5. ledna 1919 do 24. února 1920. DAP byla předchůdcem nacistické strany, která byla oficiálně známá jako Nacionálně socialistická německá dělnická strana (NSDAP).

## Založení
DAP byla založena 5. ledna 1919 (týden před zemskými volbami v Bavorsku v roce 1919) v Mnichově zámečníkem Antonem Drexlerem, sportovním novinářem Karlem Harrerem a dalšími 22 osobami. Filozofie strany souzněla s hnutím Völkisch.
Předsedou nové strany byl zvolen Drexler, a mezi další zakládající členy patřil Gottfried Feder, Alfred Rosenberg a Dietrich Eckart. První stranická setkání DAP se konala v zadních místnostech uvnitř malých mnichovských pivnic. Drexlerovy projevy obvykle vyvolávaly jen malé nadšení a často se ztrácely v okolním hluku.
V říjnu 1919 byla v jedné z místností pivovaru Sterneckerbräu zřízena první stranická kancelář DAP. V lednu 1920 bylo ústředí strany přesunuto do hostince Cornelius na Corneliusstraße 12.

## Členství Adolfa Hitlera
Adolf Hitler se po první světové válce jako tajný agent účastnil schůzí nově založených mnichovských politických stran, a s myšlenkami DAP se poprvé seznámil na schůzi v Sterneckerbräu 12. září 1919. Hitler se o několik dní později stal členem DAP a začal přetvářet původně spíše sektářskou a uzavřenou stranu v hnutí aktivizující masy. Dne 16. října 1919 přednesl svůj první veřejný stranický projev v mnichovském Hofbräukeller.

## Od DAP k NSDAP
Hitler pracoval jako hlavní propagandista strany, a přestože nepůsobil v představenstvu, stával se pro DAP stále nepostradatelnějším. Byl zodpovědný za organizaci všech akcí a měl na starost styk s veřejností. Svůj čas trávil také na mítincích a setkáních, které se vzrůstající tendencí začínaly přitahovat nové podporovatele, což přinášelo i peníze do stranické pokladny.
Hitler na 24. února 1920 naplánoval první „masovou akci“ DAP. Místem konání byl taneční sál v pivnici Hofbräuhaus a sešlo se zde na 2000 lidí. Hitler ve svém proslovu uvedl 25 bodů programu strany, jež se přejmenovala na Národně socialistickou německou dělnickou stranu. Do rejstříku spolků byla NSDAP zapsána 20. února 1920. Tato strana byla v letech 1933–1945 jedinou povolenou stranou v Německu a po druhé světové válce byla její činnost zakázána.